# Rutil
Rutil je uz anatas i brukit jedan od tri kristalne strukture titanijevog dioksida (TiO2). Ove tri strukture imaju isti kemijski sastav, ali različitu strukturu. Polimorfija se kod kemijskih elemenata naziva alotropija. Polimorfi u mineralogiji podrazumijevaju minerale koji dijele istu kemijsku formulu, ali imaju različitu kristalnu strukturu. Iako im je kemijski sastav isti, svaka od tih polimorfnih supstancija kristalizira u drugoj kristalnoj klasi i pokazuje različita fizička, a djelomično i kemijska svojstva. Uzrok toj pojavi je kristalizacija tvari u različitim genetskim uvjetima, različiti sastav i koncentracija otopine iz koje nastaju, te različiti tlak i temperatura.
Titanijev(IV)-oksid (TiO2) ili titanijev dioksid javlja se u tri kristane modifikacije: tetragonskoj (mineral rutil), romboedarskoj (mineral brukit) i drugoj tetragonskoj (mineral anatas). Rutil ima veliki indeks loma, a optičku disperzivnost veću od dijamanta. Ima i veliku moć pokrivanja, te se upotrebljava kao bijela boja (titanijevo bjelilo). TiO2 ima amfoterna svojstva. Taljenjem s metalnim oksidima, hidroksidima i karbonatima daje titanate.
Naziv rutil potječe iz latinskog rutilus, što znaći crven. Tvrdoća prema Mohsovoj ljestvici je 6 - 6,5. Sintetički (umjetno dobiveni) minerali rutila upotrebljavaju se kao drago kamenje. Mineral rutil predstavlja najčešći oblik titanijevog oksida u prirodi. Ima visok indeks prelamanja i disperziju svjetlosti, zbog čega je sintetički rutil jedno vrijeme korišten kao imitacija dijamanta (od 1947. do sedamdesetih godina). Javlja se kao akcesorni mineral u magmatskim i metamorfnim stijenama. Mikroskopski sitne inkluzije igličastog rutila u nekim mineralima (najčešće u korundu, rjeđe u turmalinu, silimanitu, apatitu, enstatitu) raspoređene duž kristalnih osa minerala domaćina dovode do pojave asterizma, kao što je to slučaj kod zvjezdastog rubina i safira, ili mačjeg oka.

## Primjena rutila

### Titanij kao pigment
Titanijevo bjelilo je po sastavu titanijev dioksid, TiO2. Koristi se kao miješani pigment s barijevim sulfatom, zinkovim oksidom i kalcijevim karbonatom, u kojem titanijevog oksida ima najmanje 20%. U upotrebi je najčešće pod nazivom Kronos Standard T i sadrži 25% TiO2 i 75 % BaSO4. To je pigment vrlo intenzivne bjeline, ujednačenog oblika kristalnog zrna, što boji daje glatkoću i sjaj. Ima najveću snagu pokrivanja među bijelim pigmentima i veliku moć bojenja (nijansiranja). Otporan je na svjetlost, kiseline i lužine, kao i prema atmosferilijama. Koristi se u svim slikarskim tehnikama. U kontaktu s uljem ne ubrzava sušenje, kao olovno bjelilo, niti stvara krti, film kao cinkovo bjelilo. Proizvodi se u anatas i rutil obliku. Anatas
je osjetljiv na svjetlost, pa se koristi za unutrašnje radove. Rutil je stabilniji i pokrivniji, pa je podesan za vanjske radove.

### Rutilne obloge elektroda za zavarivanje
Vrste obloge elektrode za zavarivanje prema sastavu obloge su:
- A (Acide): kisela obloga,
- B (Basic): bazična obloga s visokim sadržajem vodika,
- C (Cellulosic): celulozna obloga,
- R (Rutile): rutilna.

Rutilna obloga elektrode za zavarivanje daje čistu zonu taljenja, niski sadržaj vodika, dobru udarnu žilavost, teško se odstranjuje troska, hrapava i izbočena površina zavara. Rutilne elektrode se mnogo koriste zbog dobrih mehaničkih svojstava zavara, stabilnosti električnog luka, mogućnosti korištenja istosmjerne i izmjenične struje zavarivanja, lijepog izgleda zavara, lakog čišćenja troske. Nedostatak primjene ovih elektroda očituje se kod zavarivanja čelika s višim sadržajem sumpora, mogućnosti nastajanja toplih pukotina, slabije žilavosti zone taljenja u odnosu na bazične elektrode.

### Rutil-kvarc
Rutil-kvarc (ili sagenit, Venerina kosa, anđeova kosa, Kupidonove strijele ili strijelice ljubavi) je dragi kamen i ima oblik kristalnog kvarca koji sadrži tanke, igličaste kristale rutila u vidu inkluzija (uključak). Iglice rutila mogu biti različitih boja, dimenzija, koncentracije i rasporeda. Ime minerala rutila potiče od latinske riječi rutilus, koja označava crvenu boju, koju pokazuje pod mikroskopom. Međutim makroskopski, iglice rutila u kvarcu mogu biti ne samo crvene, već i zlatne, smeđe, sive, crne, bijele, i vrlo rijetko zelene boje. Debljina iglica rutila može biti i ispod 0,1 mm, ali najčešće je oko 1 mm. Iglice mogu biti raspoređene u niz paralelnih linija, mogu se prostirati zrakasto od zajedničke centralne tačke, ili mogu biti sasvim nepravilno isprepletane međusobno. Mogu biti i zakrivljene. Najčešća kombinacija rutila je s gorskim kristalom, ali se može javiti i u kvarcu čađavcu i mliječnom kvarcu, kada iglice rutila slabije dolaze do izražaja zbog smanjene providnosti kvarca. I same iglice rutila mogu biti toliko gusto raspoređene u kristalu kvarca da ga čine neprovidnim. Nalik rutil-kvarcu je turmalin-kvarc, a u Brazilu je otkrivena i pojava izduženih pritkastih kristala epidota u kvarcu. Tvrdoća rutil-kvarca je između 6 i 6,5 po Mohsovoj ljestvice, dakle nešto je niža od tvrdoće samog kristalnog kvarca.